# 1. division (Eishockey) 1965/66
Die Saison 1965/66 war die neunte Spielzeit der 1. division, der höchsten dänischen Eishockeyspielklasse. Meister wurde zum insgesamt siebten Mal in der Vereinsgeschichte der KSF Kopenhagen.

## Modus
In der Hauptrunde absolvierte jede der sieben Mannschaften insgesamt zwölf Spiele. Der Erstplatzierte der Hauptrunde wurde Meister. Für einen Sieg erhielt jede Mannschaft zwei Punkte, bei einem Unentschieden gab es einen Punkt und bei einer Niederlage null Punkte.

## Hauptrunde
|    | Klub                               | Sp | S | U | N | T  | GT  | Punkte |
| -- | ---------------------------------- | -- | - | - | - | -- | --- | ------ |
| 1. | KSF Kopenhagen                     | 12 | 8 | 3 | 1 | 73 | 36  | 19     |
| 2. | Gladsaxe SF                        | 12 | 8 | 2 | 2 | 88 | 39  | 18     |
| 3. | Esbjerg IK                         | 12 | 7 | 3 | 2 | 69 | 39  | 17     |
| 4. | Rungsted IK                        | 12 | 7 | 2 | 3 | 58 | 44  | 16     |
| 5. | Rødovre Mighty Bulls               | 12 | 3 | 0 | 9 | 57 | 56  | 6      |
| 6. | Universitetets Studenter Gymnastik | 12 | 1 | 2 | 9 | 26 | 85  | 4      |
| 7. | Vojens IK                          | 12 | 1 | 2 | 9 | 37 | 109 | 4      |

Sp = Spiele, S = Siege, U = unentschieden, N = Niederlagen, T =Tore, GT = Gegentore